# Phalloidin
Phalloidin ist der Hauptvertreter der Phallotoxine und eines der Toxine des Grünen Knollenblätterpilzes (Amanita phalloides). Es ist ein Cyclopeptid aus sieben durch Peptidbindungen miteinander verketteten Aminosäuren, von denen zwei zusätzlich über eine Sulfid-Brücke zwischen ihren Seitenketten als Tryptathionin verbunden werden, sodass ein bicyclisches Heptapeptid entsteht. Diese Strukturmerkmale kennzeichnen alle Phallotoxine. Ähnlicher Struktur sind die aus acht Aminosäuren aufgebauten Amatoxine, wo die Trp-Cys-Querbrücke als Sulfoxid ausgebildet ist.

## Geschichte
Phalloidin wurde erstmals 1937 von Feodor Lynen und Ulrich Wieland kristallisiert dargestellt, seine Struktur später von Theodor Wieland ermittelt.

## Vorkommen
In verschiedenen Arten der Knollenblätterpilze wurde Phalloidin neben weiteren Phallotoxinen sowie den Amatoxinen gefunden. Der Kegelhütiger Knollenblätterpilz (Amanita virosa) enthält außerdem Virotoxine, den Phallotoxinen ähnliche monocyclische Heptapeptide, bei denen eine innere Querbrücke fehlt. Der Gelbe Knollenblätterpilz (Amanita citrina) dagegen, der auch mit weißer Variante auftritt, enthält lediglich Bufotenin.

## Eigenschaften
Bei oraler Aufnahme ist Phalloidin unwirksam, da es vom gesunden Darm nicht aufgenommen wird. Doch injiziert verändert es infolge seiner irreversiblen Bindung an polymerisiertes Aktin insbesondere die Zellen der Leber und kann innerhalb weniger Stunden tödlich wirken; die LD50 (Maus i.p.) beträgt 2 mg/kg.
Die hohe Affinität zu filamentösem (F-)Aktin kann in spezifischen molekularbiologischen Färbetechniken genutzt werden, um Anteile des Cytoskeletts sichtbar zu machen. Dabei wird Phalloidin eingesetzt, an das ein fluoreszierender Farbstoff gebunden ist. Dessen abgestrahltes Licht wird bei der Fluoreszenzmikroskopie mit hoher Auflösung aufgefangen und man erhält damit Informationen über die Verteilung von F-Aktin in einer Zelle.

## Analytik
Zur qualitativen und quantitativen Bestimmung der Substanz kommt nach angemessener Probenvorbereitung die Kopplung der HPLC mit der Massenspektrometrie zur Anwendung.